# Spettro elettromagnetico
Lo spettro elettromagnetico (abbreviato in spettro EM) è l'insieme di tutte le possibili frequenze (e relative lunghezze d'onda) della radiazione elettromagnetica, composta dalle onde radio (da 3 Hz a 3 THz, comprese le microonde), dalle radiazioni ottiche (da 300 GHz a 3 PHz, compresa la luce) e dalle radiazioni ad alta energia (da 30 PHz ad oltre 300 EHz: Raggi X e Raggi gamma).
Le radiazioni a frequenza inferiore agli infrarossi possiedono una più bassa intensità e minore energia, risultando scarsamente dannose per gli organismi viventi, mentre le radiazioni a frequenza superiore agli ultravioletti possiedono una più elevata energia ed effetto ionizzante, potendo produrre vari danni biologici. 

## Suddivisione in bande
Lo spettro elettromagnetico viene suddiviso in diverse bande per semplificarne la trattazione e diversificarne l'utilizzo. Tuttavia, il confine tra esse non è mai netto e può variare a seconda dei diversi campi di studio o di utilizzo. Le bande, in ordine crescente di frequenza, sono le seguenti.

### Onde radio

Simbolo di pericolo dovuto a radioonde di frequenza generica, comprese le micro

Le onde radio o radioonde, in fisica, sono tutte le radiazioni comprese nella banda di frequenze tra 3 Hz e 300 GHz, ovvero con lunghezza d'onda da vari km, fino a 1 mm.

### Micro onde
Le microonde sono quelle radiazioni comprese tra le frequenze superiori delle onde radio e la luce infrarossa. Sebbene si tenda a considerarle separate dalle radioonde, le microonde sono comprese nelle gamme UHF e EHF dello spettro radio, presentando comunque delle caratteristiche specifiche dovute alla loro alta frequenza. Il confine tra le microonde e le gamme di radiazioni vicine non è infatti netto e può variare a seconda dei diversi campi di studio o di utilizzo. Le microonde sono comprese nelle lunghezze d'onda tra 33 cm, che corrisponde alla frequenza di circa 1 GHz, e 1 mm, che corrisponde a circa 300 GHz.

### Luce infrarossa
Parte della luce, ma invisibile all'occhio umano, è considerata la radiazione compresa tra le microonde e la luce visibile, che copre una banda estesa per circa 10 ottave e 1/2 (esattamente come lo spettro sonoro, in acustica), con le rispettive lunghezze d'onda da circa 1 mm a 700 nm (0,7 µm). Lo spettro infrarosso è a sua volta suddiviso in quattro bande (o campi), nominate rispetto alla "distanza" dalla radiazione visibile del rosso più cupo (quella inferiore), come: infrarosso vicino (da 0,7 a 10 µm), infrarosso medio (da 10 a 50 μm), infrarosso lontano (da 50 a 300 μm) e infrarosso estremo (da 300 μm a 1 mm).

### Luce visibile
È interessante rilevare che solo una parte assai limitata dello spettro elettromagnetico contiene radiazioni visibili all'occhio umano (meno di una ottava), che infatti non può vedere le radiazioni (colori) inferiori alla zona rossa (verso la luce infrarossa), né quelle superiori alla zona violetta (verso gli ultravioletti). Infatti, lo spettro visibile è quella piccola parte percepibile dall'occhio umano, che esclude la maggior parte delle frequenze della luce infrarossa e della luce ultravioletta, comprese nel fenomeno della luce. Luce è un termine che identifica tutta la radiazione dello spettro, emessa da corpi incandescenti, quali ad esempio il Sole o una lampadina, infatti, ogni corpo a qualsiasi temperatura superiore allo zero assoluto emette radiazione elettromagnetica (anche non visibile con gli occhi). Così, la lunghezza d'onda della luce visibile nell'aria è indicativamente e mediamente valutabile da circa 750 a 380 nm (nemmeno una ottava di estensione); tuttavia, in condizioni ottimali eccezionali, la percezione visiva umana può estendersi limitatamente da 1100 nm (nel infrarosso) a 310 nm (nel ultravioletto). 

### Luce ultravioletta
La radiazione ultravioletta, spesso abbreviata in UV e anche conosciuta come raggi UV o luce UV, è compresa tra la luce visibile e i raggi X, ha una lunghezza d'onda da circa 400 nm fino a circa 4 nm, con una banda di frequenze superiori al violetto, da circa 7,5∙1014 a 7,5∙1016 Hz (estesa per meno di 7 ottave), sovrapponendosi ai raggi X e diventando a quelle frequenze una radiazione ionizzante. 

### Raggi X

Pericolo Radiazioni

I raggi X (o raggi Röntgen) sono quella porzione di spettro elettromagnetico con lunghezza d'onda compresa approssimativamente tra 10 nm e 10 pm (1/100 di nanometro), classificati come radiazioni ionizzanti, essendo in grado di strappare elettroni dagli atomi neutri che diventano ioni (dal greco, "che si muove") in quanto si muovono sotto l'effetto di un campo elettrico.

### Raggi gamma
I raggi gamma, spesso indicati con la corrispondente lettera greca minuscola γ, sono le radiazioni elettromagnetiche prodotte dal decadimento radioattivo dei nuclei atomici. Normalmente, la frequenza di questa radiazione è maggiore di 1018 Hz, dunque possiede un'energia oltre i 10 keV ed una lunghezza d'onda minore di ~ 10−10 m (< a 10 nm), molto inferiore al diametro di un atomo. Perciò, c'è una porzione dello spettro EM nella quale esistono sia i raggi X che i raggi gamma, dove la differenza tra i due tipi di radiazione è nel diverso meccanismo di generazione e non nella loro lunghezza d'onda (o energia): i raggi X possono essere generati in molteplici modi (da tubi a vuoto, da bremsstrahlung), mentre i raggi gamma vengono generati normalmente dai decadimenti nucleari, o da collisioni di elettroni su materiali ad alto numero di atomi. 

## Tabella
| Tipo di radiazione elettromagnetica | Frequenza         | Lunghezza d'onda |
| ----------------------------------- | ----------------- | ---------------- |
| Onde radio                          | ≤250 MHz          | 10 km - 10 cm    |
| Microonde                           | 3 GHz – 300 GHz   | 10 cm – 1 mm     |
| Infrarossi                          | 300 GHz – 428 THz | 1 mm – 700 nm    |
| Luce visibile                       | 428 THz - 749 THz | 700 nm - 400 nm  |
| Ultravioletto                       | 749 THz – 30 PHz  | 400 nm – 10 nm   |
| Raggi X                             | 30 PHz – 300 EHz  | 10 nm – 1 pm     |
| Raggi gamma                         | ≥300 EHz          | ≤1 pm            |

## Utilizzo
Un utilizzo tipico applicativo dello spettro elettromagnetico è nelle telecomunicazioni per veicolare informazione attraverso segnali (portante modulata) sul canale di comunicazione tra mittente e destinatario, utilizzando la banda ottica e quella dell'infrarosso per le comunicazioni ottiche, quella a microonde e a radiofrequenza per le radiocomunicazioni (spettro radio).
Lo spettro infrarosso è coinvolto in tutti i processi di scambio di calore tra corpi per irraggiamento e quindi anche nei sistemi di riscaldamento, mentre un'altra applicazione è nei forni a microonde dove si utilizza appunto la banda delle microonde per la cottura dei cibi. Raggi X sono invece comunemente impiegati in diagnostica medica (radiografia).